# Ligue des champions de cyclisme sur piste 2024
Navigation
Ligue des champions 2023 Ligue des champions 2025
La Ligue des champions de cyclisme sur piste 2024 est une compétition organisée par Discovery Sports Events qui regroupe plusieurs épreuves de cyclisme sur piste. La saison débute le 23 novembre et se termine le 7 décembre 2024. Pour cette saison, cinq manches sont au programme.

## Calendrier
| Date        | Pays        | Vélodrome                              | Ville                  |
| ----------- | ----------- | -------------------------------------- | ---------------------- |
| 23 novembre | France      | Vélodrome de Saint-Quentin-en-Yvelines | Montigny-le-Bretonneux |
| 29 novembre | Pays-Bas    | Omnisport Apeldoorn                    | Apeldoorn              |
| 30 novembre | Pays-Bas    | Omnisport Apeldoorn                    | Apeldoorn              |
| 6 décembre  | Royaume-Uni | Vélodrome de Londres                   | Londres                |
| 7 décembre  | Royaume-Uni | Vélodrome de Londres                   | Londres                |

## Déroulement
La première étape à lieu au vélodrome national de Saint-Quentin-en-Yvelines, quelques mois après avoir accueilli les Jeux olympiques de Paris 2024, et attire plus de 3 500 personnes.
Lors de la dernière soirée, à Londres, la britannique Katy Marchant et l'allemande Alessa-Catriona Pröpster sont victimes d'une chute spectaculaire au cours du premier tour de l'épreuve du keirin. Le reste des compétitions est finalement annulé après de longues minutes d'incertitude. Les classements généraux sont alors figés, les dernières épreuves ayant très peu de chances de voir les leaders changer en raison de leurs avances en points.

## Liste des participants
Le Japonais Eiya Hashimoto déclare forfait pour l'ensemble de la TCL après une fracture de la clavicule.
Du côté des féminines, la Belge Nicky Degrendele est victime d'une chute avant la 2e session, et déclare elle aussi forfait pour la suite de la compétition.

### Sprint
| Hommes - Thomas Cornish - Sam Dakin - Leigh Hoffman - Jeffrey Hoogland - Mikhail Iakovlev - Muhammad Firdaus - Rayan Helal - Harrie Lavreysen - Harry Ledingham-Horn - Vasilijus Lendel - Cristian Ortega - Nicholas Paul - Kevin Quintero - Matthew Richardson - Mateusz Rudyk - Tayte Ryan - Luca Spiegel - Jair Tjon En Fa | Femmes - Ellesse Andrews - Martha Bayona - Alla Biletska - Sophie Capewell - Kristina Clonan - Stefany Cuadrado - Nicky Degrendele - Emma Finucane - Shaane Fulton - Daniela Gaxiola - Mathilde Gros - Alina Lysenko - Katy Marchant - Rebecca Petch - Alessa-Catriona Pröpster - Hetty van de Wouw - Steffie van der Peet - Miriam Vece |

### Endurance
| Hommes - Tobias Aagaard Hansen - Blake Agnoletto - Dylan Bibic - Roy Eefting - Eiya Hashimoto - Philip Heijnen - Keegan Hornblow - Claudio Imhof - Grant Koontz - Peter Moore - Oscar Nilsson-Julien - Clément Petit - William Perrett - Filip Prokopyszyn - William Tidball - Alex Vogel - Lindsay de Vylder - Tim Wafler | Femmes - Yareli Acevedo - Katie Archibald - Olivija Baleišytė - Lucy Bénézet Minns - Erin Creighton - Samantha Donnelly - Neah Evans - Lara Gillespie - Mia Griffin - Ellen Klinge - Anna Morris - Jessica Roberts - Cybèle Schneider - Petra Ševčíková - Anita Stenberg - Nora Tveit - Sarah Van Dam - Ebtissam Zayed |

## Barème
Des points sont attribués aux quinze meilleurs coureurs de chaque épreuve,  dont 20 points pour le vainqueur. En cas d'égalité au classement, le résultat est déterminé à partir de la course précédente : le mieux placé lors de la dernière course gagne. Le leader de chaque classement est désigné par un maillot bleu clair.
| Position | 1  | 2  | 3  | 4  | 5  | 6  | 7 | 8 | 9 | 10 | 11 | 12 | 13 | 14 | 15 | 16–18 |
| -------- | -- | -- | -- | -- | -- | -- | - | - | - | -- | -- | -- | -- | -- | -- | ----- |
| Points   | 20 | 17 | 15 | 13 | 11 | 10 | 9 | 8 | 7 | 6  | 5  | 4  | 3  | 2  | 1  | 0     |

## Hommes

### Sprint

#### Résultats
| Lieu                      | Épreuve | Vainqueur          | Deuxième           | Troisième          | Leader du classement |
| ------------------------- | ------- | ------------------ | ------------------ | ------------------ | -------------------- |
| Saint-Quentin-en-Yvelines | Vitesse | Matthew Richardson | Harrie Lavreysen   | Nicholas Paul      | Matthew Richardson   |
| Saint-Quentin-en-Yvelines | Keirin  | Matthew Richardson | Harrie Lavreysen   | Kevin Quintero     | Matthew Richardson   |
| Apeldoorn (I)             | Vitesse | Harrie Lavreysen   | Nicholas Paul      | Jeffrey Hoogland   | Harrie Lavreysen     |
| Apeldoorn (I)             | Keirin  | Cristian Ortega    | Harrie Lavreysen   | Nicholas Paul      | Harrie Lavreysen     |
| Apeldoorn (II)            | Vitesse | Harrie Lavreysen   | Matthew Richardson | Rayan Helal        | Harrie Lavreysen     |
| Apeldoorn (II)            | Keirin  | Matthew Richardson | Cristian Ortega    | Harrie Lavreysen   | Harrie Lavreysen     |
| Londres (I)               | Vitesse | Harrie Lavreysen   | Matthew Richardson | Jeffrey Hoogland   | Harrie Lavreysen     |
| Londres (I)               | Keirin  | Harrie Lavreysen   | Cristian Ortega    | Matthew Richardson | Harrie Lavreysen     |
| Londres (II)              | Vitesse | Harrie Lavreysen   | Leigh Hoffman      | Jeffrey Hoogland   | Harrie Lavreysen     |
| Londres (II)              | Keirin  | annulé             | annulé             | annulé             | Harrie Lavreysen     |

#### Classement
| Pos. | Cycliste             | SQY | SQY | APE | APE | APE2 | APE2 | LON | LON | LON2 | Points |
| Pos. | Cycliste             | V   | K   | V   | K   | V    | K    | V   | K   | V    | Points |
| ---- | -------------------- | --- | --- | --- | --- | ---- | ---- | --- | --- | ---- | ------ |
| 1    | Harrie Lavreysen     | 2   | 2   | 1   | 2   | 1    | 3    | 1   | 1   | 1    | 166    |
| 2    | Matthew Richardson   | 1   | 1   | 5   | 4   | 2    | 1    | 2   | 3   | 4    | 146    |
| 3    | Cristian Ortega      | 5   | 4   | 4   | 1   | 6    | 2    | 5   | 2   | 13   | 115    |
| 4    | Leigh Hoffman        | 4   | 13  | 6   | 15  | 4    | 4    | 4   | 4   | 2    | 96     |
| 5    | Nicholas Paul        | 3   | 5   | 2   | 3   | 7    | 5    | 14  | 14  | 5    | 93     |
| 6    | Jeffrey Hoogland     | 6   | 7   | 3   | 7   | 16   | 6    | 3   | 9   | 3    | 90     |
| 7    | Thomas Cornish       | 8   | 10  | 11  | 10  | 10   | 8    | 6   | 6   | 12   | 63     |
| 8    | Mateusz Rudyk        | 14  | 6   | 12  | 6   | 9    | 7    | 12  | 7   | 14   | 57     |
| 9    | Jair Tjon En Fa      | 11  | 8   | 16  | 5   | 5    | 15   | 9   | 5   | 15   | 55     |
| 10   | Rayan Helal          | 13  | 18  | 10  | 12  | 3    | 10   | 8   | 8   | 17   | 50     |
| 11   | Mikhail Iakovlev     | 7   | 12  | 9   | 13  | 17   | 12   | 10  | 13  | 7    | 45     |
| 12   | Muhammad Firdaus     | 12  | 11  | 17  | 8   | 11   | 14   | 11  | 15  | 8    | 38     |
| 13   | Sam Dakin            | 9   | 9   | 15  | 9   | 15   | 16   | 18  | 10  | 11   | 34     |
| 14   | Harry Ledingham-Horn | 10  | 14  | 8   | 16  | 18   | 18   | 13  | 12  | 9    | 30     |
| 15   | Kevin Quintero       | 18  | 3   | 13  | 14  | 14   | 13   | 16  | 11  | 16   | 30     |
| 16   | Tayte Ryan           | 15  | 16  | 7   | 11  | 8    | 11   | 15  | 16  | 18   | 29     |
| 17   | Vasilijus Lendel     | 17  | 15  | 18  | 17  | 12   | 17   | 7   | 18  | 6    | 24     |
| 18   | Luca Spiegel         | 16  | 17  | 14  | 18  | 13   | 9    | 17  | 17  | 10   | 18     |

### Endurance

#### Résultats
| Lieu                      | Épreuve     | Vainqueur             | Deuxième              | Troisième         | Leader du classement |
| ------------------------- | ----------- | --------------------- | --------------------- | ----------------- | -------------------- |
| Saint-Quentin-en-Yvelines | Scratch     | Dylan Bibic           | Clément Petit         | Keegan Hornblow   | Dylan Bibic          |
| Saint-Quentin-en-Yvelines | Elimination | William Perrett       | Oscar Nilsson-Julien  | Lindsay De Vylder | Dylan Bibic          |
| Apeldoorn (I)             | Scratch     | Tobias Aagaard Hansen | Dylan Bibic           | Lindsay De Vylder | Dylan Bibic          |
| Apeldoorn (I)             | Elimination | Dylan Bibic           | Tobias Aagaard Hansen | Blake Agnoletto   | Dylan Bibic          |
| Apeldoorn (II)            | Scratch     | Peter Moore           | Oscar Nilsson-Julien  | William Tidball   | Dylan Bibic          |
| Apeldoorn (II)            | Elimination | Tobias Aagaard Hansen | Dylan Bibic           | Blake Agnoletto   | Dylan Bibic          |
| Londres (I)               | Scratch     | Peter Moore           | Alex Vogel            | Philip Heijnen    | Dylan Bibic          |
| Londres (I)               | Elimination | Dylan Bibic           | Lindsay De Vylder     | Blake Agnoletto   | Dylan Bibic          |
| Londres (II)              | Scratch     | Lindsay De Vylder     | Keegan Hornblow       | Alex Vogel        | Dylan Bibic          |
| Londres (II)              | Elimination | annulé                | annulé                | annulé            | Dylan Bibic          |

#### Classement
| Pos. | Cycliste              | SQY | SQY | APE | APE | APE2 | APE2 | LON | LON | LON2 | Points |
| Pos. | Cycliste              | S   | E   | S   | E   | S    | E    | S   | E   | S    | Points |
| ---- | --------------------- | --- | --- | --- | --- | ---- | ---- | --- | --- | ---- | ------ |
| 1    | Dylan Bibic           | 1   | 4   | 2   | 1   | 9    | 2    | 10  | 1   | 6    | 130    |
| 2    | Tobias Aagaard Hansen | 6   | 7   | 1   | 2   | 7    | 1    | 11  | 4   | 9    | 110    |
| 3    | Lindsay de Vylder     | 11  | 3   | 3   | 7   | 6    | 7    | 12  | 2   | 1    | 104    |
| 4    | William Tidball       | 17  | 10  | 5   | 4   | 3    | 4    | 6   | 5   | 5    | 90     |
| 5    | Keegan Hornblow       | 3   | 12  | 7   | 16  | 4    | 6    | 7   | 8   | 2    | 85     |
| 6    | Oscar Nilsson-Julien  | 8   | 2   | 10  | 6   | 2    | 16   | 4   | 6   | 12   | 85     |
| 7    | Blake Agnoletto       | 10  | 6   | 8   | 3   | 13   | 3    | 9   | 3   | 11   | 84     |
| 8    | Alex Vogel            | 5   | 17  | 11  | 14  | 5    | 12   | 2   | 12  | 3    | 69     |
| 9    | Filip Prokopyszyn     | 9   | 9   | 4   | 11  | 11   | 5    | 5   | 14  | 10   | 67     |
| 10   | Philip Heijnen        | 12  | 5   | 12  | 5   | 12   | 10   | 3   | 16  | 8    | 63     |
| 11   | Peter Moore           | 16  | 11  | 15  | 15  | 1    | 13   | 1   | 7   | 13   | 62     |
| 12   | Clément Petit         | 2   | 14  | 9   | 12  | 14   | 15   | 8   | 9   | 7    | 57     |
| 13   | William Perrett       | 13  | 1   | 14  | 10  | 10   | 14   | 13  | 15  | 4    | 56     |
| 14   | Tim Wafler            | 14  | 8   | 6   | 9   | 8    | 9    | 14  | 10  | 15   | 51     |
| 15   | Roy Eefting           | 7   | 15  | 13  | 8   | 15   | 11   | 15  | 13  | 14   | 33     |
| 16   | Grant Koontz          | 4   | 13  | 16  | 13  | DNS  | DNS  | DNS | DNS | DNS  | 19     |
| 17   | Claudio Imhof         | 15  | 16  | 17  | 17  | 16   | 8    | 16  | 11  | 16   | 14     |

## Femmes

### Sprint

#### Résultats
| Lieu                      | Épreuve | Vainqueur     | Deuxième             | Troisième            | Leader du classement |
| ------------------------- | ------- | ------------- | -------------------- | -------------------- | -------------------- |
| Saint-Quentin-en-Yvelines | Vitesse | Emma Finucane | Martha Bayona        | Alina Lysenko        | Emma Finucane        |
| Saint-Quentin-en-Yvelines | Keirin  | Alina Lysenko | Emma Finucane        | Steffie van der Peet | Emma Finucane        |
| Apeldoorn (I)             | Vitesse | Alina Lysenko | Ellesse Andrews      | Martha Bayona        | Alina Lysenko        |
| Apeldoorn (I)             | Keirin  | Alina Lysenko | Ellesse Andrews      | Martha Bayona        | Alina Lysenko        |
| Apeldoorn (II)            | Vitesse | Alina Lysenko | Martha Bayona        | Miriam Vece          | Alina Lysenko        |
| Apeldoorn (II)            | Keirin  | Alina Lysenko | Steffie van der Peet | Mathilde Gros        | Alina Lysenko        |
| Londres (I)               | Vitesse | Emma Finucane | Ellesse Andrews      | Sophie Capewell      | Alina Lysenko        |
| Londres (I)               | Keirin  | Alina Lysenko | Emma Finucane        | Martha Bayona        | Alina Lysenko        |
| Londres (II)              | Vitesse | Emma Finucane | Alina Lysenko        | Ellesse Andrews      | Alina Lysenko        |
| Londres (II)              | Keirin  | annulé        | annulé               | annulé               | Alina Lysenko        |

#### Classement
| Pos. | Cycliste                 | SQY | SQY | APE | APE | APE2 | APE2 | LON | LON | LON2 | Points |
| Pos. | Cycliste                 | V   | K   | V   | K   | V    | K    | V   | K   | V    | Points |
| ---- | ------------------------ | --- | --- | --- | --- | ---- | ---- | --- | --- | ---- | ------ |
| 1    | Alina Lysenko            | 3   | 1   | 1   | 1   | 1    | 1    | 11  | 1   | 2    | 157    |
| 2    | Emma Finucane            | 1   | 2   | 4   | 11  | 7    | 14   | 1   | 2   | 1    | 123    |
| 3    | Martha Bayona            | 2   | 4   | 3   | 3   | 2    | 7    | 7   | 3   | 6    | 120    |
| 4    | Ellesse Andrews          | 5   | 10  | 2   | 2   | 5    | 5    | 2   | 4   | 3    | 118    |
| 5    | Steffie van der Peet     | 8   | 3   | 5   | 4   | 6    | 2    | 6   | 5   | 5    | 106    |
| 6    | Katy Marchant            | 4   | 17  | 7   | 5   | 4    | 12   | 5   | 12  | 4    | 78     |
| 7    | Sophie Capewell          | 14  | 6   | 15  | 9   | 10   | 9    | 3   | 7   | 7    | 66     |
| 8    | Kristina Clonan          | 6   | 15  | 8   | 6   | 8    | 8    | 8   | 8   | 14   | 63     |
| 9    | Miriam Vece              | 10  | 11  | 11  | 13  | 3    | 6    | 9   | 14  | 10   | 59     |
| 10   | Mathilde Gros            | 7   | 5   | 6   | 16  | 16   | 3    | 15  | 16  | 12   | 50     |
| 11   | Hetty van de Wouw        | 11  | 9   | 10  | 17  | 11   | 13   | 10  | 6   | 11   | 47     |
| 12   | Daniela Gaxiola          | 15  | 8   | 12  | 14  | 12   | 10   | 16  | 10  | 8    | 39     |
| 13   | Shaane Fulton            | 17  | 16  | 9   | 7   | 13   | 11   | 12  | 15  | 9    | 36     |
| 14   | Alessa-Catriona Pröpster | 9   | 13  | 16  | 10  | 15   | 17   | 4   | 17  | 13   | 33     |
| 15   | Stefany Cuadrado         | 16  | 7   | 17  | 15  | 14   | 4    | 14  | 13  | 17   | 30     |
| 16   | Rebecca Petch            | 13  | 18  | 13  | 12  | 9    | 15   | 17  | 9   | 15   | 26     |
| 17   | Alla Biletska            | 12  | 14  | 14  | 8   | 17   | 16   | 13  | 11  | 16   | 24     |
| 18   | Nicky Degrendele         | 18  | 12  | DNS | DNS | DNS  | DNS  | DNS | DNS | DNS  | 4      |

### Endurance

#### Résultats
| Lieu                      | Épreuve     | Vainqueur       | Deuxième        | Troisième        | Leader du classement |
| ------------------------- | ----------- | --------------- | --------------- | ---------------- | -------------------- |
| Saint-Quentin-en-Yvelines | Scratch     | Katie Archibald | Anita Stenberg  | Mia Griffin      | Katie Archibald      |
| Saint-Quentin-en-Yvelines | Elimination | Katie Archibald | Yareli Acevedo  | Neah Evans       | Katie Archibald      |
| Apeldoorn (I)             | Scratch     | Sarah Van Dam   | Katie Archibald | Mia Griffin      | Katie Archibald      |
| Apeldoorn (I)             | Elimination | Anita Stenberg  | Katie Archibald | Lara Gillespie   | Katie Archibald      |
| Apeldoorn (II)            | Scratch     | Petra Ševčíková | Lara Gillespie  | Sarah Van Dam    | Katie Archibald      |
| Apeldoorn (II)            | Elimination | Katie Archibald | Yareli Acevedo  | Petra Ševčíková  | Katie Archibald      |
| Londres (I)               | Scratch     | Anita Stenberg  | Katie Archibald | Cybèle Schneider | Katie Archibald      |
| Londres (I)               | Elimination | Lara Gillespie  | Sarah Van Dam   | Anita Stenberg   | Katie Archibald      |
| Londres (II)              | Scratch     | Katie Archibald | Anita Stenberg  | Lara Gillespie   | Katie Archibald      |
| Londres (II)              | Elimination | Yareli Acevedo  | Katie Archibald | Lara Gillespie   | Katie Archibald      |

#### Classement
| Pos. | Cycliste           | SQY | SQY | APE | APE | APE2 | APE2 | LON | LON | LON2 | LON2 | Points |
| Pos. | Cycliste           | S   | E   | S   | E   | S    | E    | S   | E   | S    | E    | Points |
| ---- | ------------------ | --- | --- | --- | --- | ---- | ---- | --- | --- | ---- | ---- | ------ |
| 1    | Katie Archibald    | 1   | 1   | 2   | 2   | 12   | 1    | 2   | 9   | 1    | 2    | 159    |
| 2    | Anita Stenberg     | 2   | 9   | 16  | 1   | 10   | 9    | 1   | 3   | 2    | 5    | 120    |
| 3    | Lara Gillespie     | 8   | 4   | 11  | 3   | 2    | 13   | 15  | 1   | 3    | 3    | 112    |
| 4    | Sarah Van Dam      | 4   | 8   | 1   | 12  | 3    | 5    | 8   | 2   | 9    | 14   | 105    |
| 5    | Anna Morris        | 5   | 6   | 12  | 7   | 6    | 4    | 4   | 6   | 11   | 4    | 98     |
| 6    | Yareli Acevedo     | 6   | 2   | 17  | 17  | 9    | 2    | 12  | 5   | 8    | 1    | 94     |
| 7    | Petra Ševčíková    | 13  | 7   | 9   | 4   | 1    | 3    | 14  | 15  | 6    | 6    | 90     |
| 8    | Samantha Donnelly  | 9   | 14  | 5   | 6   | 7    | 8    | 13  | 4   | 4    | 7    | 85     |
| 9    | Olivija Baleišytė  | 17  | 5   | 4   | 8   | 5    | 6    | 5   | 13  | 7    | 8    | 84     |
| 10   | Mia Griffin        | 3   | 13  | 3   | 14  | 8    | 11   | 9   | 17  | 12   | 12   | 63     |
| 11   | Neah Evans         | 10  | 3   | 6   | 10  | 14   | 18   | 6   | 12  | 14   | 15   | 56     |
| 12   | Nora Tveit         | 14  | 12  | 14  | 5   | 17   | 7    | 18  | 7   | 5    | 9    | 55     |
| 13   | Ellen Klinge       | 7   | 10  | 15  | 11  | 13   | 12   | 7   | 8   | 18   | 11   | 50     |
| 14   | Cybèle Schneider   | 18  | 11  | 10  | 15  | 11   | 15   | 3   | 10  | 13   | 10   | 48     |
| 15   | Ebtissam Zayed     | 16  | 17  | 13  | 13  | 4    | 10   | 10  | 11  | 10   | 16   | 42     |
| 16   | Jessica Roberts    | 12  | 16  | 8   | 9   | 15   | 14   | 11  | 16  | 16   | 13   | 30     |
| 17   | Erin Creighton     | 11  | 15  | 7   | 16  | 16   | 16   | 16  | 14  | 15   | 18   | 18     |
| 18   | Lucy Bénézet Minns | 15  | 18  | 18  | 18  | 18   | 17   | 17  | 18  | 17   | 17   | 1      |